# Lamargelle
Lamargelle ist eine französische Gemeinde mit 145 Einwohnern (Stand: 1. Januar 2022) im Département Côte-d’Or in der Region Bourgogne-Franche-Comté (vor 2016 Bourgogne). Sie gehört zum Arrondissement Dijon und zum Kanton Is-sur-Tille. Die Einwohner werden Lamargellois genannt.

## Geographie
Lamargelle liegt etwa 27 Kilometer nordnordwestlich von Dijon am Ignon. Die Gemeinde wird umgeben von Léry im Norden, Frénois im Osten, Francheville im Südosten, Vaux-Saules im Süden, Pellerey im Westen, Chanceaux im Westen und Nordwesten sowie Poiseul-la-Grange im Nordwesten.

## Bevölkerungsentwicklung
| Jahr                       | 1962 | 1968 | 1975 | 1982 | 1990 | 1999 | 2006 | 2013 | 2019 |
| Einwohner                  | 218  | 271  | 215  | 175  | 161  | 145  | 165  | 153  | 163  |
| Quellen: Cassini und INSEE |      |      |      |      |      |      |      |      |      |

## Sehenswürdigkeiten
- Kirche La Nativité-de-la-Vierge, erbaut von 1805 bis 1810
- Pfarrhaus aus dem 18. Jahrhundert
- Schloss Lamargelle, 1830 erbaut

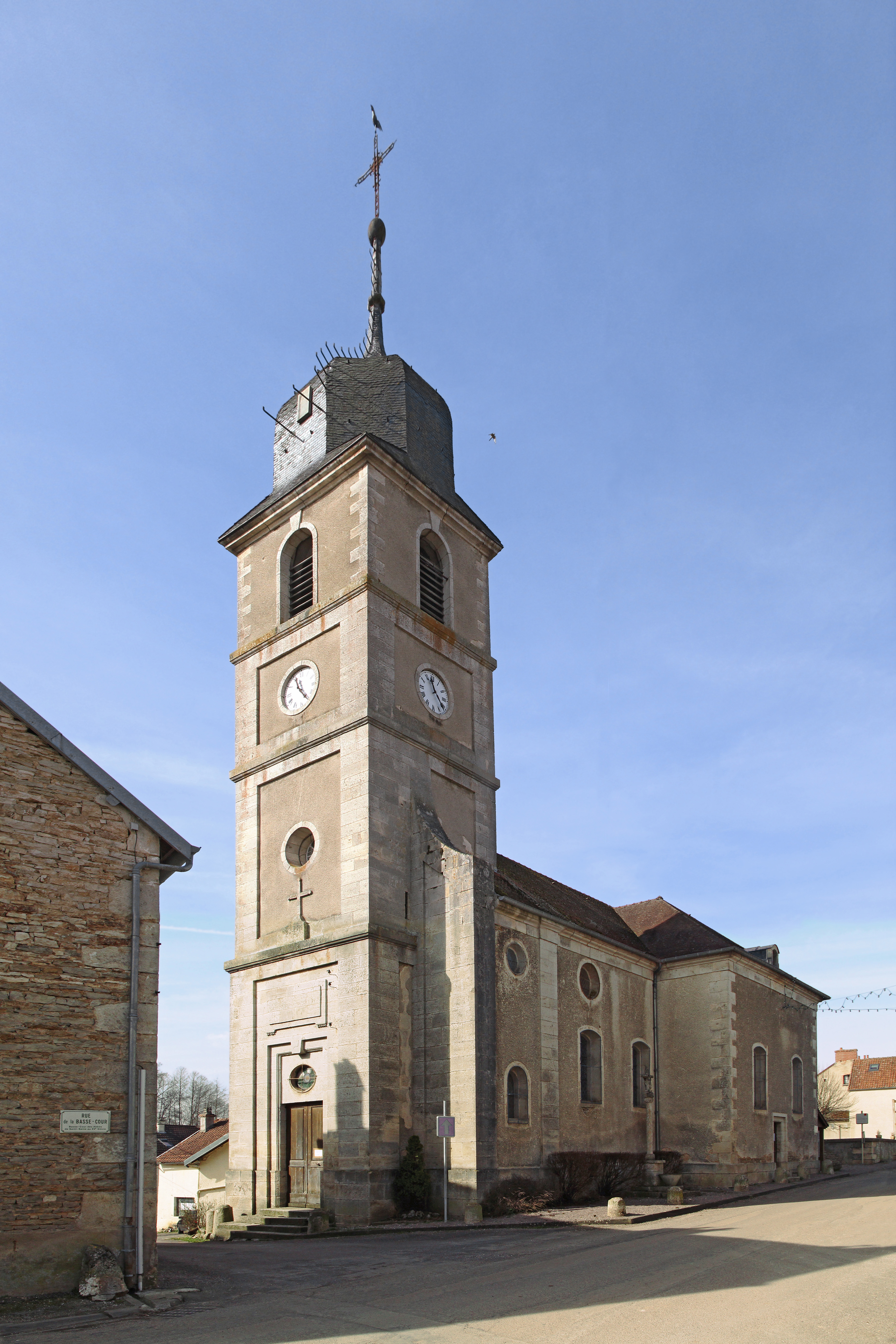
Kirche La Nativité-de-la-Vierge
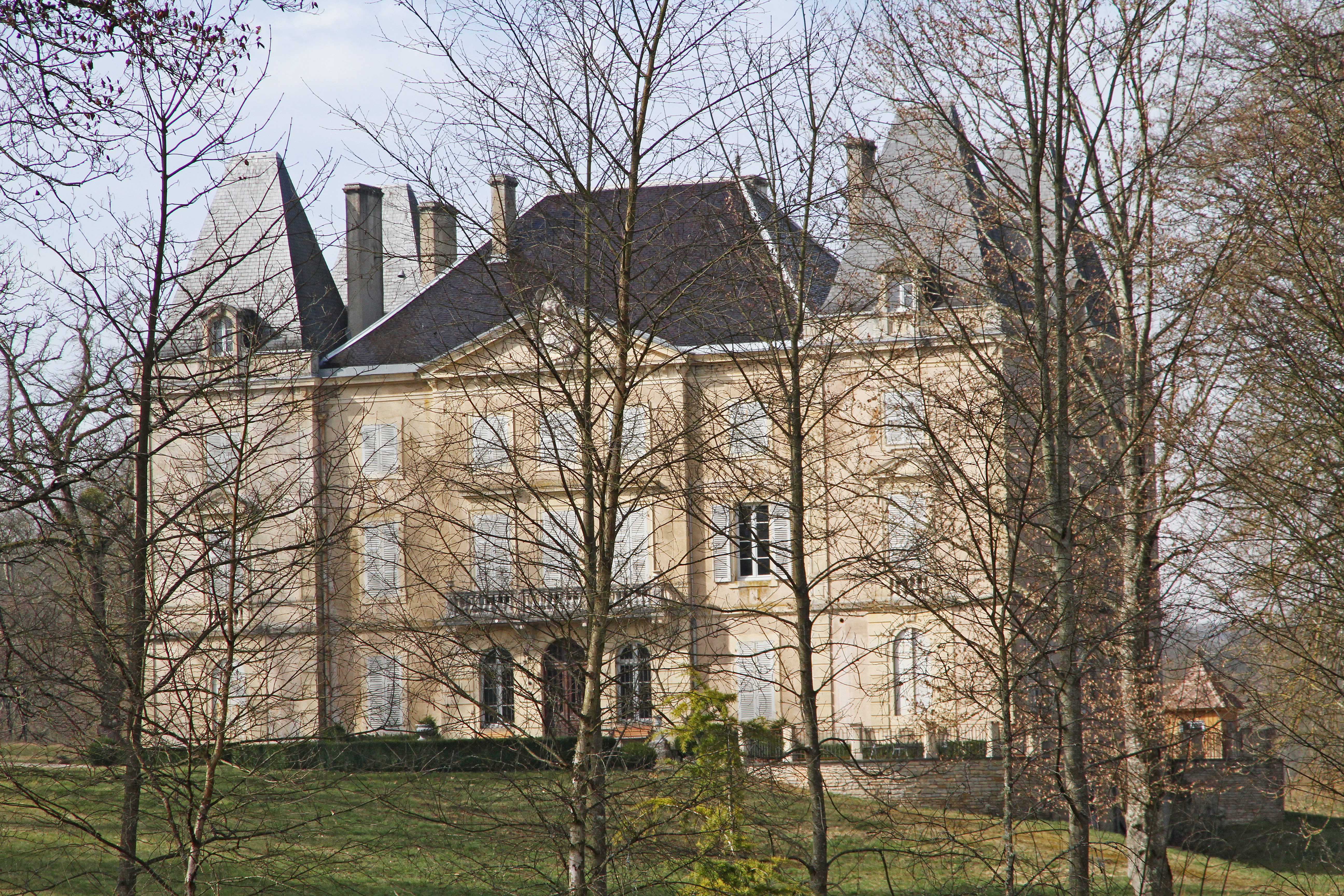
Schloss Lamargelle

## Persönlichkeiten
- Jean de Léry (1536–1613), Abenteurer und Schriftsteller
- Marie-Alphonse Sonnois (1828–1913), Bischof von Saint-Die, Erzbischof von Cambrai